# CCNC
CCNC (англ. Cyclin C) – білок, який кодується однойменним геном, розташованим у людей на короткому плечі 6-ї хромосоми. Довжина поліпептидного ланцюга білка становить 283 амінокислот, а молекулярна маса — 33 243.
| 10         |  | 20         |  | 30         |  | 40         |  | 50         |
| ---------- |  | ---------- |  | ---------- |  | ---------- |  | ---------- |
| MAGNFWQSSH |  | YLQWILDKQD |  | LLKERQKDLK |  | FLSEEEYWKL |  | QIFFTNVIQA |
| LGEHLKLRQQ |  | VIATATVYFK |  | RFYARYSLKS |  | IDPVLMAPTC |  | VFLASKVEEF |
| GVVSNTRLIA |  | AATSVLKTRF |  | SYAFPKEFPY |  | RMNHILECEF |  | YLLELMDCCL |
| IVYHPYRPLL |  | QYVQDMGQED |  | MLLPLAWRIV |  | NDTYRTDLCL |  | LYPPFMIALA |
| CLHVACVVQQ |  | KDARQWFAEL |  | SVDMEKILEI |  | IRVILKLYEQ |  | WKNFDERKEM |
| ATILSKMPKP |  | KPPPNSEGEQ |  | GPNGSQNSSY |  | SQS        |  |            |

A: Аланін

C: Цистеїн

D: Аспарагінова кислота

E: Глутамінова кислота

F: Фенілаланін

G: Гліцин

H: Гістидин

I: Ізолейцин

K: Лізин

L: Лейцин

M: Метіонін

N: Аспарагін

P: Пролін

Q: Глутамін

R: Аргінін

S: Серин

T: Треонін

V: Валін

W: Триптофан

Кодований геном білок за функціями належить до репресорів, активаторів, фосфопротеїнів. 
Задіяний у таких біологічних процесах, як транскрипція, регуляція транскрипції, альтернативний сплайсинг. 
Локалізований у ядрі.